# Betegjogok
A betegjogok gyűjtőfogalom tágabb értelemben a betegek jogait és kötelezettségeit  öleli fel.

## Magyarországon
A betegjogokat Magyarországon elsőként az egészségügyről szóló, ma is hatályos  1997. évi CLIV. törvény szabályozza.

## Az Egészségügyi Világszervezet nyilatkozata
A Egészségügyi Világszervezet (WHO) 1994-ben Amszterdamban nyilatkozatot adott ki az európai betegjogok elősegítéséről 34 ország aláírásával.

### Nevesített betegjogok
- Az Európai Unió egyes országaiban a betegek jogai országonként eltérően kerültek szabályozásra.
- A 2002 novemberében hatályba lépett Európai Betegjogi Charta tizennégy betegjogot foglal magában, azonban nem része a kötelező uniós direktívának.